# Tor Arne Andreassen
Tor Arne Andreassen (Haugesund, 16 marzo 1983) è un ex calciatore norvegese, di ruolo centrocampista.

## Carriera

### Club
Andreassen iniziò la carriera nel Vard Haugesund, ma nel 2003 si trasferì allo Haugesund. Esordì per il nuovo club il 7 maggio dello stesso anno, sostituendo Kjetil Rødahl nel sei a zero impartito al Trott nell'edizione stagionale della Coppa di Norvegia. Circa dieci giorni dopo, giocò il primo match nell'Adeccoligaen: fu infatti titolare nel successo per quattro a tre sul Mandalskameratene. Il 3 agosto arrivò la prima marcatura della sua carriera, nel due a zero contro lo Skeid.
Nel 2007 il suo club arrivò fino alla finale della Norgesmesterskapet. Andreassen fu titolare nell'incontro con il Lillestrøm, conclusosi con una sconfitta per due a zero.
Nel 2009 contribuì alla vittoria in campionato della sua squadra e alla conseguente promozione nella massima divisione norvegese. Il 13 marzo 2010 debuttò infatti nella Tippeligaen: fu titolare nel pareggio a reti bianche in casa del Brann. Il 5 aprile segnò quella che fu la sua prima rete nella campionato maggiore: portò in vantaggio il suo Haugesund contro lo Hønefoss (il match si concluse poi con un successo per cinque a uno).
Il 23 agosto 2017 annunciò il ritiro dall'attività agonistica, al termine della stagione. È il calciatore con più presenze ufficiali nella storia dell'Haugesund, a quota 369 partite giocate.

## Palmarès

### Giocatore

#### Club

##### Competizioni nazionali
- Adeccoligaen: 1

Haugesund: 2009